# サワヒメスゲ
サワヒメスゲ (Carex mira kük. 1905) は、カヤツリグサ科スゲ属の植物の1つ。川沿いの岩の上に生え、春に黒っぽい纏まった穂をつける。

## 特徴
多年生の草本で、密集した株を作る。花茎は葉を越えて伸び出し、高さ15～40cmまで。葉は幅1～2mm。基部の鞘は赤褐色を帯びる。花茎にはざらつきがある。
花期は4～5月と早い方。花序は頂小穂が雄性、側小穂が雌性で、側小穂は数少なく、それら全て花茎の先端に集まって生じる。苞は鞘がなく、葉身は鱗片状にしか発達しない。頂生の雄小穂は短い柄があり、棍棒状で長さ1～2cmで黒褐色をしている。雄花鱗片は黒褐色で光沢があり、先端は鋭く尖る。側生の雌小穂は柄がなく、短い柱形で長さ0.5～1cmほど。雌花鱗片は黒褐色で光沢があり、長さは果胞より短く、先端は鋭く尖っているか、時に先端が短い芒状に突き出す。果胞は長さ3～3.5mm、卵状披針形で断面はやや扁平な3稜形をしている。全体に毛があり、また先端は短い嘴となって突き出し、その先端の口には小さな2つの歯状突起がある。また嘴の部分が黒紫色を帯びる。痩果は果胞に密着して包まれ、楕円形で長さ1.5～2mm、柱頭は3つに分かれる。
別名にはサワヒナスゲ、コウライヒナスゲがある。

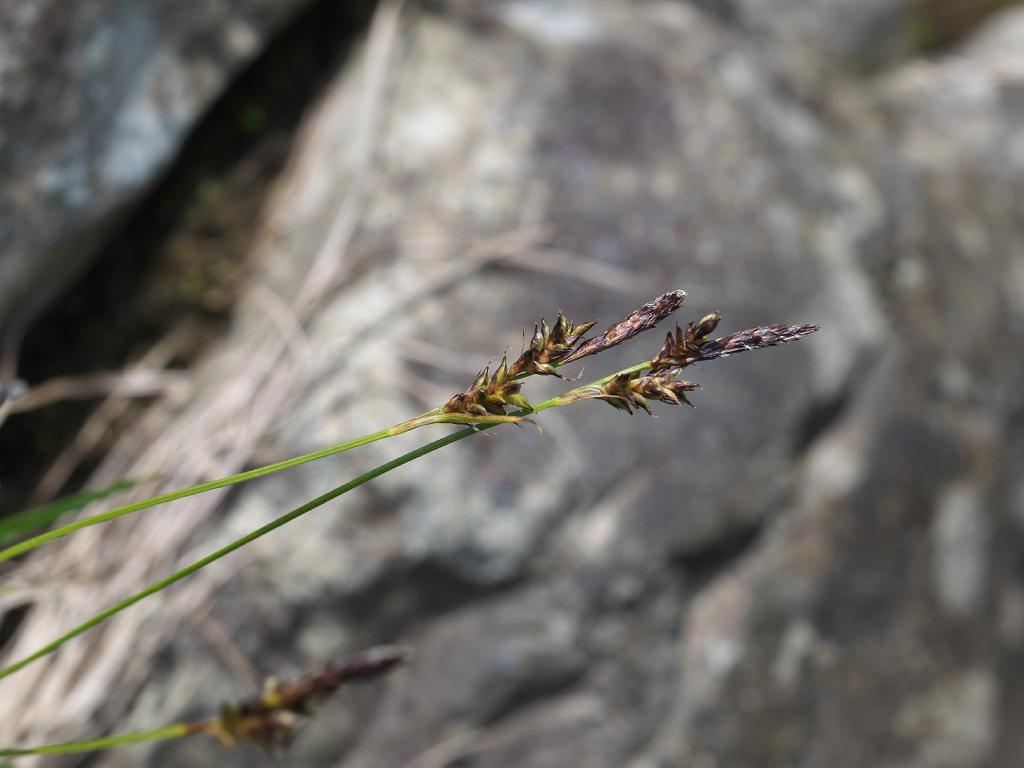
穂の先端部分
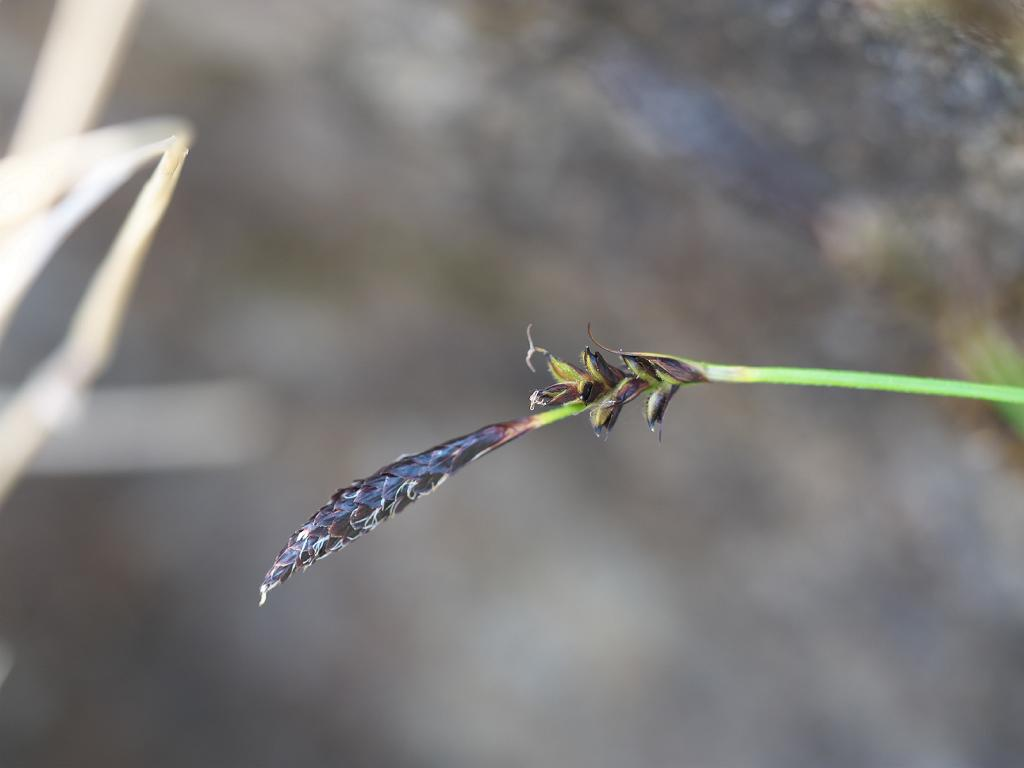
花序の拡大像

## 分布と生育環境
日本では本州の静岡県西部より西の地域、四国の北部、それに九州の宮崎県から知られ、国外では朝鮮に分布がある。希少種であり、中国地方では広島県のみから知られる。
河川の水に近い岩の上に生える。広島県では岸辺の増水すると水に浸かる位置に生育し、キシツツジ、ユキヤナギと同じ水準にある。

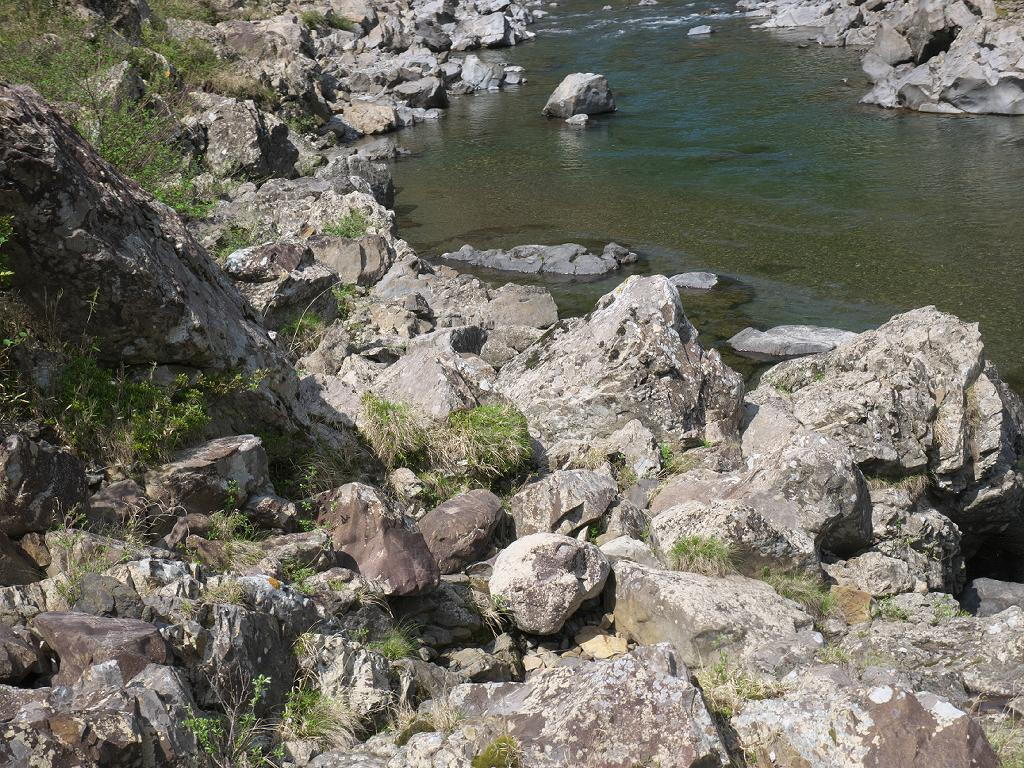
生育地の様子
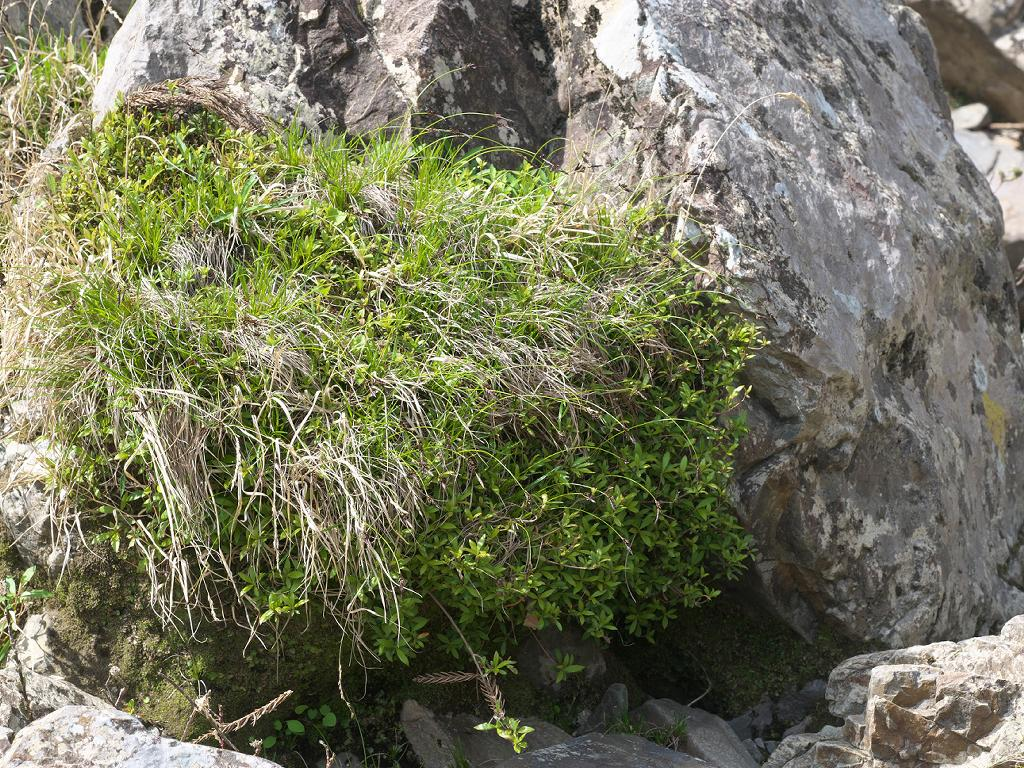
生育状況、ここではサツキと一緒に生えている

## 分類、近似種など
勝山(2015)は頂小穂雄性、側小穂雌性、苞は無鞘、果胞は有毛、柱頭は3つに裂ける、と言った特徴から本種をヒメスゲ節 sect. Acroystis に含めている。上記のような特徴の他、雌小穂が短く小さく纏まること、雌雄の花の鱗片が色濃く着色することなども共通する特徴である。
勝山(2015)ではこの節に本種以外には以下の種を含めている。
- C. gifuensis クロヒナスゲ
- C. globukaris トナカイスゲ
- C. melanocarpa タカネヒメスゲ
- C. oxyandra ヒメスゲ
- C. vanheurickii ヌイオスゲ

このうちでクロヒナスゲ以外の4種は国外の旧北区に渡る分布を持ち、日本国内では北海道とそれ以南では高標高に地域に見られるもので、明らかに北方系の種であり、その点では本州中部以南に見られる本種とは傾向の違いが大きい。ちなみにクロヒナスゲは北関東と岐阜、三重、愛媛、鹿児島に隔離分布し、ついでに北関東ではごく普通種という奇妙な分布を持っている。

## 保護の状況
環境省のレッドデータブックでは指定がないが、府県別では長野県、高知県、宮崎県で絶滅危惧I類、静岡県、三重県、大分県で絶滅危惧II類、奈良県、広島県、山口県で準絶滅危惧種に指定されており、また徳島県、福岡県では情報不足とされている。全体に希少種であり、たとえば愛知県では自生地が複数箇所新たに発見されたことから指定が外されたが、それでもその生育地は矢作川、木曽川、庄内川のみに限定されている、という。護岸工事などで生育環境が破壊される危険が考えられる。